# Asmate chretieni
Asmate chretieni là một loài bướm đêm trong họ Geometridae.